# Grand Prix E3 2018
Le Grand Prix E3 2018 (officiellement Record Bank E3 Harelbeke 2018) est la 61e édition de cette course cycliste masculine sur route. Il a lieu le 23 mars 2018 en Belgique et constitue la dixième épreuve du calendrier UCI World Tour 2018, en catégorie 1.UWT.

## Présentation
Le Grand Prix E3 connaît en 2018 sa 61e édition, la septième dans le calendrier UCI World Tour. Il est organisé depuis sa création par l'association Hand in Hand. La société Record Bank est son sponsor principal depuis 2014 et sponsor-titre depuis 2016, de sorte que la course s'appelle officiellement « Record Bank E3 Harelbeke » depuis cette date.

### Équipes
Le Grand Prix E3 faisant partie du calendrier UCI World Tour, les dix-huit « World Teams » y participent. Sept équipes continentales professionnelles ont reçu une invitation : les équipes belges Sport Vlaanderen-Baloise, Wanty-Groupe Gobert, Verandas Willems-Crelan et WB-Aqua Protect-Veranclassic, les équipes françaises Direct Énergie et Vital Concept, et l'équipe néerlandaise Roompot-Nederlandse Loterij.
| WorldTeams (18)- BMC Racing Team - Bora-Hansgrohe - AG2R La Mondiale - Quick-Step Floors - Lotto Soudal - Astana - Bahrain-Merida - Groupama-FDJ - Mitchelton-Scott - Movistar Team - Dimension Data - EF Education First-Drapac p/b Cannondale - Katusha-Alpecin - Lotto NL-Jumbo - Sky - Team Sunweb - Trek-Segafredo - UAE Team Emirates Équipes continentales professionnelles (7)- Sport Vlaanderen-Baloise - Wanty-Groupe Gobert - Vérandas Willems-Crelan - WB-Aqua Protect-Veranclassic - Direct Énergie - Roompot-Nederlandse Loterij - Vital Concept |
| |

### Parcours
Le Grand Prix E3 commence dans le centre de Harelbeke et se déplace à l'Est à son point le plus oriental à Ninove après 67 km, avant de tourner à l'Ouest et de parcourir les monts des Ardennes flamandes, avec quinze ascensions classées. Les monts sont respectivement le Wolvenberg, La Houppe, Broeke, la Côte de Trieu, l'Hotondberg (nl), le Kortekeer (nl), le Taaienberg, le Boigneberg (nl), l'Eikenberg, le Stationsberg (nl), le Kapelberg (nl), le Paterberg, le Vieux Quaremont, le Karnemelkbeekstraat et le Tiegemberg. Le Tiegemberg, la dernière montée de la journée, est situé à 20 km de l'arrivée. La distance totale est 206,1 km.

Quinze monts sont au programme de cette édition, dont certains recouverts de pavés :
| Mont | Nom                 | Km    | Revêtement | Longueur (m) | Pente moyenne | Pente maxi | Km de l'arrivée |
| ---- | ------------------- | ----- | ---------- | ------------ | ------------- | ---------- | --------------- |
| 1    | Wolvenberg          | 27,9  | asphalte   | 666          | 6,8 %         | 17,3 %     | 178,2           |
| 2    | La Houppe           | 91,2  | asphalte   | 3 440        | 3,32 %        | 10 %       | 114,9           |
| 3    | Broeke              | 107,2 | asphalte   | 1 400        | 4 %           | 8 %        | 98,9            |
| 4    | Côte de Trieu       | 117,3 | asphalte   | 1 530        | 5,3 %         | 13,3 %     | 87,2            |
| 5    | Hotondberg (nl)     | 121,2 | asphalte   | 1 200        | 4 %           | 8 %        | 84,9            |
| 6    | Kortekeer (nl)      | 128,3 | asphalte   | 1 000        | 6,4 %         | 17 %       | 77,8            |
| 7    | Taaienberg          | 133,3 | pavés      | 650          | 9,5 %         | 18 %       | 72,8            |
| 8    | Boigneberg (nl)     | 139,6 | asphalte   | 2 180        | 5,8 %         | 15 ?       | 66,5            |
| 9    | Eikenberg           | 144,1 | pavés      | 1 200        | 5,5 %         | 11 %       | 62,0            |
| 10   | Stationsberg (nl)   | 149,5 | pavés      | 460          | 3,2 %         | 5,7 %      | 56,6            |
| 11   | Kapelberg (nl)      | 159,5 | asphalte   | 900          | 4 %           | 7 %        | 46,6            |
| 12   | Paterberg           | 164,4 | pavés      | 700          | 12 %          | 20 %       | 41,7            |
| 13   | Vieux Quaremont     | 167,2 | pavés      | 2 220        | 4,2 %         | 11 %       | 38,9            |
| 14   | Karnemelkbeekstraat | 175   | asphalte   | 1 530        | 4,9 %         | 7,3 %      | 31,1            |
| 15   | Tiegemberg          | 186,1 | asphalte   | 1 000        | 6,5 %         | 9 %        | 20              |

En plus des traditionnels monts, il y a quatre secteurs pavés :
| Secteur | Nom              | Km    | Longueur (m) | Km de l'arrivée |
| ------- | ---------------- | ----- | ------------ | --------------- |
| 1       | Holleweg (nl)    | 28,7  | 1 500        | 177,4           |
| 2       | Paddestraat      | 40,5  | 2 300        | 165,6           |
| 3       | Mariaborrestraat | 150,2 | 2 000        | 55,9            |
| 4       | Varentstraat     | 182,6 | 1 500        | 23,5            |

### Favoris
Le tenant du titre Greg Van Avermaet (BMC) et le triple champion du monde Peter Sagan (Bora-Hansgrohe) sont considérés comme les principaux favoris de la course. Parmi les autres prétendants à la victoire figurent notamment Philippe Gilbert (Quick-Step Floors) et Oliver Naesen (AG2R La Mondiale), deuxième et troisième en 2017, Tiesj Benoot (Lotto-Soudal), Sep Vanmarcke (EF Education First-Drapac), Jasper Stuyven et John Degenkolb (Trek-Segafredo), Arnaud Démare (FDJ), Michael Matthews (Sunweb), Matteo Trentin (Mitchelton-Scott),.

### Prix
Le Grand Prix E3 attribue les prix suivants aux vingt premiers coureurs, pour un total de 40 000 € :
| Position | 1er      | 2e      | 3e      | 4e      | 5e      | 6e      | 7e      | 8e    | 9e    | 10e à 20e |
| Prix     | 16 000 € | 8 000 € | 4 000 € | 2 000 € | 1 600 € | 1 200 € | 1 100 € | 800 € | 400 € | 400 €     |

## Classements

### Classement final
| \| Classement général \| Classement général \| Classement général \| Classement général \| Classement général \| \| Coureur \| Coureur \| Pays \| Équipe \| Temps \| \| ------------------ \| ------------------ \| ------------------ \| ------------------------- \| ------------------ \| \| 1er \| Niki Terpstra \| Pays-Bas \| Quick-Step Floors \| 5 h 03 min 34 s \| \| 2e \| Philippe Gilbert \| Belgique \| Quick-Step Floors \| + 20 s \| \| 3e \| Greg Van Avermaet \| Belgique \| BMC Racing Team \| + 20 s \| \| 4e \| Oliver Naesen \| Belgique \| AG2R La Mondiale \| + 20 s \| \| 5e \| Tiesj Benoot \| Belgique \| Lotto-Soudal \| + 20 s \| \| 6e \| Jasper Stuyven \| Belgique \| Trek-Segafredo \| + 20 s \| \| 7e \| Sep Vanmarcke \| Belgique \| EF Education First-Drapac \| + 20 s \| \| 8e \| Gianni Moscon \| Italie \| Team Sky \| + 20 s \| \| 9e \| Zdeněk Štybar \| Tchéquie \| Quick-Step Floors \| + 20 s \| \| 10e \| Stefan Küng \| Suisse \| BMC Racing Team \| + 20 s \| \| 11e \| Matteo Trentin \| Italie \| Mitchelton-Scott \| + 20 s \| \| 12e \| Jürgen Roelandts \| Belgique \| BMC Racing Team \| + 27 s \| \| 13e \| Michael Matthews \| Australie \| Team Sunweb \| + 2 min 52 s \| \| 14e \| Michael Valgren \| Danemark \| Astana \| + 2 min 52 s \| \| 15e \| Frederik Backaert \| Belgique \| Wanty-Groupe Gobert \| + 2 min 52 s \| \| 16e \| Florian Sénéchal \| France \| Quick-Step Floors \| + 2 min 57 s \| \| 17e \| Yves Lampaert \| Belgique \| Quick-Step Floors \| + 3 min 00 s \| \| 18e \| Luka Mezgec \| Slovénie \| Mitchelton-Scott \| + 3 min 19 s \| \| 19e \| Heinrich Haussler \| Australie \| Bahrain-Merida \| + 3 min 19 s \| \| 20e \| Jempy Drucker \| Luxembourg \| BMC Racing Team \| + 3 min 19 s \| |                   |            |                           |                 |
| |                   |            |                           |                 |
| Source : ProCyclingStats |                   |            |                           |                 |
| Classement général |                   |            |                           |                 |
| Coureur | Coureur           | Pays       | Équipe                    | Temps           |
| 1er | Niki Terpstra     | Pays-Bas   | Quick-Step Floors         | 5 h 03 min 34 s |
| 2e | Philippe Gilbert  | Belgique   | Quick-Step Floors         | + 20 s          |
| 3e | Greg Van Avermaet | Belgique   | BMC Racing Team           | + 20 s          |
| 4e | Oliver Naesen     | Belgique   | AG2R La Mondiale          | + 20 s          |
| 5e | Tiesj Benoot      | Belgique   | Lotto-Soudal              | + 20 s          |
| 6e | Jasper Stuyven    | Belgique   | Trek-Segafredo            | + 20 s          |
| 7e | Sep Vanmarcke     | Belgique   | EF Education First-Drapac | + 20 s          |
| 8e | Gianni Moscon     | Italie     | Team Sky                  | + 20 s          |
| 9e | Zdeněk Štybar     | Tchéquie   | Quick-Step Floors         | + 20 s          |
| 10e | Stefan Küng       | Suisse     | BMC Racing Team           | + 20 s          |
| 11e | Matteo Trentin    | Italie     | Mitchelton-Scott          | + 20 s          |
| 12e | Jürgen Roelandts  | Belgique   | BMC Racing Team           | + 27 s          |
| 13e | Michael Matthews  | Australie  | Team Sunweb               | + 2 min 52 s    |
| 14e | Michael Valgren   | Danemark   | Astana                    | + 2 min 52 s    |
| 15e | Frederik Backaert | Belgique   | Wanty-Groupe Gobert       | + 2 min 52 s    |
| 16e | Florian Sénéchal  | France     | Quick-Step Floors         | + 2 min 57 s    |
| 17e | Yves Lampaert     | Belgique   | Quick-Step Floors         | + 3 min 00 s    |
| 18e | Luka Mezgec       | Slovénie   | Mitchelton-Scott          | + 3 min 19 s    |
| 19e | Heinrich Haussler | Australie  | Bahrain-Merida            | + 3 min 19 s    |
| 20e | Jempy Drucker     | Luxembourg | BMC Racing Team           | + 3 min 19 s    |

### Classements UCI
Le Grand Prix E3 distribue aux soixante premiers coureurs les points suivants pour le classement individuel de l'UCI World Tour (uniquement pour les coureurs membres d'équipes World Tour) et le Classement mondial UCI (pour tous les coureurs) :
| Position           | 1er | 2e  | 3e  | 4e  | 5e  | 6e  | 7e  | 8e  | 9e | 10e | 11e | 12e | 13e | 14e | 15e | 16e à 20e | 21e à 30e | 31e à 50e | 51e à 55e | 56e à 60e |
| Classement général | 400 | 320 | 260 | 220 | 180 | 140 | 120 | 100 | 80 | 68  | 56  | 48  | 40  | 32  | 28  | 24        | 16        | 8         | 4         | 2         |

Ci-dessous, le classement individuel de l'UCI World Tour à l'issue de la course. Daryl Impey en conserve la première place, devant Tiesj Benoot, cinquième à Harelbeke,.
| Rang | Coureur            | Équipe           | Points |
| ---- | ------------------ | ---------------- | ------ |
| 1    | Daryl Impey        | Mitchelton-Scott | 833.57 |
| 2    | Tiesj Benoot       | Lotto-Soudal     | 766    |
| 3    | Michał Kwiatkowski | Sky              | 613.43 |
| 4    | Vincenzo Nibali    | Bahrain-Merida   | 570    |
| 5    | Caleb Ewan         | Mitchelton-Scott | 549.57 |
| 6    | Marc Soler         | Movistar         | 545    |
| 7    | Alejandro Valverde | Movistar         | 515    |
| 8    | Gorka Izagirre     | Bahrain-Merida   | 500    |
| 9    | Simon Yates        | Mitchelton-Scott | 470    |
| 1    | Arnaud Demare      | Groupama-FDJ     | 467    |

## Liste des participants
- Liste de départ complète

| Légende | Légende                                                                    | Légende | Légende                                                    |
| ------- | -------------------------------------------------------------------------- | ------- | ---------------------------------------------------------- |
| Num     | Dossard de départ porté par le coureur sur ce Grand Prix E3                | Pos     | Position à l'arrivée de la course                          |
|         | Indique un maillot de champion national ou mondial, suivi de sa spécialité | NP      | Indique un coureur qui n'a pas pris le départ de la course |
| AB      | Indique un coureur qui n'a pas terminé la course                           | HD      | Indique un coureur qui a terminé la course hors des délais |

| BMC Racing BMC                    | BMC Racing BMC          | BMC Racing BMC |
| --------------------------------- | ----------------------- | -------------- |
| Num                               | Coureur                 | Pos            |
| 1                                 | Greg Van Avermaet (BEL) | 3e             |
| 2                                 | Jürgen Roelandts (BEL)  | 12e            |
| 3                                 | Francisco Ventoso (ESP) | 39e            |
| 4                                 | Jempy Drucker (LUX)     | 20e            |
| 5                                 | Michael Schär (SUI)     | 41e            |
| 6                                 | Alberto Bettiol (ITA)   | AB             |
| 7                                 | Stefan Küng (SUI)       | 10e            |
| Directeur sportif : Fabio Baldato |                         |                |

| Bora-Hansgrohe BOH                   | Bora-Hansgrohe BOH        | Bora-Hansgrohe BOH |
| ------------------------------------ | ------------------------- | ------------------ |
| Num                                  | Coureur                   | Pos                |
| 11                                   | Peter Sagan (SVK)         | 26e                |
| 12                                   | Daniel Oss (ITA)          | AB                 |
| 13                                   | Michal Kolář (SVK)        | 62e                |
| 14                                   | Christoph Pfingsten (GER) | 63e                |
| 15                                   | Pascal Ackermann (GER)    | AB                 |
| 16                                   | Rüdiger Selig (GER)       | AB                 |
| 17                                   | Michael Schwarzmann (GER) | AB                 |
| Directeur sportif : Steffen Radochla |                           |                    |

| AG2R La Mondiale ALM              | AG2R La Mondiale ALM     | AG2R La Mondiale ALM |
| --------------------------------- | ------------------------ | -------------------- |
| Num                               | Coureur                  | Pos                  |
| 21                                | Oliver Naesen (BEL)      | 4e                   |
| 22                                | Stijn Vandenbergh (BEL)  | 30e                  |
| 23                                | Rudy Barbier (FRA)       | AB                   |
| 24                                | Julien Duval (FRA)       | 53e                  |
| 25                                | Tony Gallopin (FRA)      | 35e                  |
| 26                                | Gediminas Bagdonas (LTU) | AB                   |
| 27                                | Nico Denz (GER)          | AB                   |
| Directeur sportif : Julien Jurdie |                          |                      |

| Quick-Step Floors QST                | Quick-Step Floors QST  | Quick-Step Floors QST |
| ------------------------------------ | ---------------------- | --------------------- |
| Num                                  | Coureur                | Pos                   |
| 31                                   | Philippe Gilbert (BEL) | 2e                    |
| 32                                   | Tim Declercq (BEL)     | 55e                   |
| 33                                   | Yves Lampaert (BEL)    | 17e                   |
| 34                                   | Iljo Keisse (BEL)      | AB                    |
| 35                                   | Florian Sénéchal (FRA) | 16e                   |
| 36                                   | Zdeněk Štybar (CZE)    | 9e                    |
| 37                                   | Niki Terpstra (NED)    | 1er                   |
| Directeur sportif : Wilfried Peeters |                        |                       |

| Lotto-Soudal LTS                  | Lotto-Soudal LTS      | Lotto-Soudal LTS |
| --------------------------------- | --------------------- | ---------------- |
| Num                               | Coureur               | Pos              |
| 41                                | Tiesj Benoot (BEL)    | 5e               |
| 42                                | Moreno Hofland (NED)  | 81e              |
| 43                                | Nikolas Maes (BEL)    | 78e              |
| 44                                | Jasper De Buyst (BEL) | AB               |
| 45                                | Frederik Frison (BEL) | AB               |
| 46                                | Lawrence Naesen (BEL) | AB               |
| 47                                | Marcel Sieberg (GER)  | 37e              |
| Directeur sportif : Herman Frison |                       |                  |

| Astana AST                         | Astana AST                | Astana AST |
| ---------------------------------- | ------------------------- | ---------- |
| Num                                | Coureur                   | Pos        |
| 51                                 | Laurens De Vreese (BEL)   | AB         |
| 52                                 | Oscar Gatto (ITA)         | AB         |
| 53                                 | Hugo Houle (CAN)          | 79e        |
| 54                                 | Truls Engen Korsæth (NOR) | 92e        |
| 55                                 | Alexey Lutsenko (KAZ)     | 95e        |
| 56                                 | Magnus Cort Nielsen (DEN) | 34e        |
| 57                                 | Michael Valgren (DEN)     | 14e        |
| Directeur sportif : Stefano Zanini |                           |            |

| Bahrain-Merida TBM                  | Bahrain-Merida TBM      | Bahrain-Merida TBM |
| ----------------------------------- | ----------------------- | ------------------ |
| Num                                 | Coureur                 | Pos                |
| 61                                  | Heinrich Haussler (AUS) | 19e                |
| 62                                  | Sonny Colbrelli (ITA)   | 49e                |
| 63                                  | Iván García (ESP)       | 64e                |
| 64                                  | Borut Božič (SLO)       | 87e                |
| 65                                  | Kristjan Koren (SLO)    | AB                 |
| 66                                  | David Per (SLO)         | AB                 |
| 67                                  | Luka Pibernik (SLO)     | AB                 |
| Directeur sportif : Tristan Hoffman |                         |                    |

| Groupama-FDJ GFC                     | Groupama-FDJ GFC          | Groupama-FDJ GFC |
| ------------------------------------ | ------------------------- | ---------------- |
| Num                                  | Coureur                   | Pos              |
| 71                                   | Arnaud Démare (FRA)       | 56e              |
| 72                                   | Mickaël Delage (FRA)      | AB               |
| 73                                   | Marc Sarreau (FRA)        | AB               |
| 74                                   | Jacopo Guarnieri (ITA)    | AB               |
| 75                                   | Ignatas Konovalovas (LTU) | AB               |
| 76                                   | Olivier Le Gac (FRA)      | 58e              |
| 77                                   | Ramon Sinkeldam (NED)     | AB               |
| Directeur sportif : Frédéric Guesdon |                           |                  |

| Mitchelton-Scott MTS               | Mitchelton-Scott MTS      | Mitchelton-Scott MTS |
| ---------------------------------- | ------------------------- | -------------------- |
| Num                                | Coureur                   | Pos                  |
| 81                                 | Mathew Hayman (AUS)       | 47e                  |
| 82                                 | Luka Mezgec (SLO)         | 18e                  |
| 83                                 | Luke Durbridge (AUS)      | 23e                  |
| 84                                 | Alexander Edmondson (AUS) | AB                   |
| 85                                 | Jack Bauer (NZL)          | 48e                  |
| 86                                 | Michael Hepburn (AUS)     | AB                   |
| 87                                 | Matteo Trentin (ITA)      | 11e                  |
| Directeur sportif : Matthew Wilson |                           |                      |

| Movistar MOV                                   | Movistar MOV           | Movistar MOV |
| ---------------------------------------------- | ---------------------- | ------------ |
| Num                                            | Coureur                | Pos          |
| 91                                             | Andrey Amador (CRC)    | 85e          |
| 92                                             | Jorge Arcas (ESP)      | 59e          |
| 93                                             | Carlos Barbero (ESP)   | 83e          |
| 94                                             | Mikel Landa (ESP)      | 86e          |
| 95                                             | Héctor Carretero (ESP) | 71e          |
| 96                                             | Nélson Oliveira (POR)  | 32e          |
| 97                                             | Jasha Sütterlin (GER)  | AB           |
| Directeur sportif : José Vicente García Acosta |                        |              |

| Dimension Data DDD                          | Dimension Data DDD         | Dimension Data DDD |
| ------------------------------------------- | -------------------------- | ------------------ |
| Num                                         | Coureur                    | Pos                |
| 101                                         | Julien Vermote (BEL)       | 77e                |
| 102                                         | Nicolas Dougall (RSA)      | AB                 |
| 103                                         | Benjamin King (USA)        | AB                 |
| 104                                         | Ryan Gibbons (RSA)         | AB                 |
| 105                                         | Jay Robert Thomson (RSA)   | AB                 |
| 106                                         |                            |                    |
| 107                                         | Edvald Boasson Hagen (NOR) | 24e                |
| Directeur sportif : Jean-Pierre Heynderickx |                            |                    |

| EF Education First-Drapac EFD     | EF Education First-Drapac EFD | EF Education First-Drapac EFD |
| --------------------------------- | ----------------------------- | ----------------------------- |
| Num                               | Coureur                       | Pos                           |
| 111                               | Sep Vanmarcke (BEL)           | 7e                            |
| 112                               | Sacha Modolo (ITA)            | 94e                           |
| 113                               | Sebastian Langeveld (NED)     | 93e                           |
| 114                               | Taylor Phinney (USA)          | AB                            |
| 115                               | Thomas Scully (NZL)           | AB                            |
| 116                               | Tom Van Asbroeck (BEL)        | AB                            |
| 117                               | Mitchell Docker (AUS)         | AB                            |
| Directeur sportif : Andreas Klier |                               |                               |

| Katusha-Alpecin TKA                 | Katusha-Alpecin TKA          | Katusha-Alpecin TKA |
| ----------------------------------- | ---------------------------- | ------------------- |
| Num                                 | Coureur                      | Pos                 |
| 121                                 | Tony Martin (GER)            | 27e                 |
| 122                                 | Marco Haller (AUT)           | AB                  |
| 123                                 | Viatcheslav Kouznetsov (RUS) | 22e                 |
| 124                                 | José Gonçalves (POR)         | AB                  |
| 125                                 | Baptiste Planckaert (BEL)    | AB                  |
| 126                                 | Nils Politt (GER)            | 54e                 |
| 127                                 | Rick Zabel (GER)             | AB                  |
| Directeur sportif : Torsten Schmidt |                              |                     |

| Lotto NL-Jumbo TLJ                 | Lotto NL-Jumbo TLJ          | Lotto NL-Jumbo TLJ |
| ---------------------------------- | --------------------------- | ------------------ |
| Num                                | Coureur                     | Pos                |
| 131                                | Tom Leezer (NED)            | AB                 |
| 132                                | Amund Grøndahl Jansen (NOR) | 91e                |
| 133                                | Timo Roosen (NED)           | 90e                |
| 134                                | Robert Wagner (GER)         | AB                 |
| 135                                | Jos van Emden (NED)         | 88e                |
| 136                                | Gijs Van Hoecke (BEL)       | 80e                |
| 137                                | Maarten Wynants (BEL)       | AB                 |
| Directeur sportif : Nico Verhoeven |                             |                    |

| Sky SKY                            | Sky SKY                    | Sky SKY |
| ---------------------------------- | -------------------------- | ------- |
| Num                                | Coureur                    | Pos     |
| 141                                | Kristoffer Halvorsen (NOR) | AB      |
| 142                                | Michał Gołaś (POL)         | 45e     |
| 143                                | Christian Knees (GER)      | AB      |
| 144                                | Gianni Moscon (ITA)        | 8e      |
| 145                                | Owain Doull (GBR)          | 43e     |
| 146                                | Dylan van Baarle (NED)     | 51e     |
| 147                                | Łukasz Wiśniowski (POL)    | 84e     |
| Directeur sportif : Servais Knaven |                            |         |

| Sunweb SUN                            | Sunweb SUN                 | Sunweb SUN |
| ------------------------------------- | -------------------------- | ---------- |
| Num                                   | Coureur                    | Pos        |
| 151                                   | Michael Matthews (AUS)     | 13e        |
| 152                                   | Phil Bauhaus (GER)         | AB         |
| 153                                   | Roy Curvers (NED)          | AB         |
| 154                                   | Lennard Hofstede (NED)     | AB         |
| 155                                   | Søren Kragh Andersen (DEN) | 25e        |
| 156                                   | Tom Stamsnijder (NED)      | AB         |
| 157                                   | Mike Teunissen (NED)       | 38e        |
| Directeur sportif : Arthur van Dongen |                            |            |

| Trek-Segafredo TFS             | Trek-Segafredo TFS   | Trek-Segafredo TFS |
| ------------------------------ | -------------------- | ------------------ |
| Num                            | Coureur              | Pos                |
| 161                            | Jasper Stuyven (BEL) | 6e                 |
| 162                            | John Degenkolb (GER) | 21e                |
| 163                            | Ryan Mullen (IRL)    | 73e                |
| 164                            | Mads Pedersen (DEN)  | AB                 |
| 165                            | Grégory Rast (SUI)   | AB                 |
| 166                            | Koen de Kort (NED)   | 33e                |
| 167                            | Kiel Reijnen (USA)   | AB                 |
| Directeur sportif : Dirk Demol |                      |                    |

| UAE Emirates UAD                 | UAE Emirates UAD         | UAE Emirates UAD |
| -------------------------------- | ------------------------ | ---------------- |
| Num                              | Coureur                  | Pos              |
| 171                              | Alexander Kristoff (NOR) | 40e              |
| 172                              | Simone Consonni (ITA)    | AB               |
| 173                              | Filippo Ganna (ITA)      | AB               |
| 174                              | Sven Erik Bystrøm (NOR)  | 66e              |
| 175                              | Marco Marcato (ITA)      | 89e              |
| 176                              | Ben Swift (GBR)          | AB               |
| 177                              | Oliviero Troia (ITA)     | AB               |
| Directeur sportif : Mario Scirea |                          |                  |

| Sport Vlaanderen-Baloise SVB          | Sport Vlaanderen-Baloise SVB | Sport Vlaanderen-Baloise SVB |
| ------------------------------------- | ---------------------------- | ---------------------------- |
| Num                                   | Coureur                      | Pos                          |
| 181                                   | Piet Allegaert (BEL)         | 42e                          |
| 182                                   | Aimé De Gendt (BEL)          | AB                           |
| 183                                   | Dries Van Gestel (BEL)       | 36e                          |
| 184                                   | Kevin Deltombe (BEL)         | AB                           |
| 185                                   | Maxime Farazijn (BEL)        | AB                           |
| 186                                   | Jonas Rickaert (BEL)         | 65e                          |
| 187                                   | Thomas Sprengers (BEL)       | 57e                          |
| Directeur sportif : Walter Planckaert |                              |                              |

| Wanty-Groupe Gobert WGG                      | Wanty-Groupe Gobert WGG        | Wanty-Groupe Gobert WGG |
| -------------------------------------------- | ------------------------------ | ----------------------- |
| Num                                          | Coureur                        | Pos                     |
| 191                                          | Guillaume Van Keirsbulck (BEL) | 52e                     |
| 192                                          | Frederik Backaert (BEL)        | 15e                     |
| 193                                          | Dion Smith (NZL)               | 74e                     |
| 194                                          | Andrea Pasqualon (ITA)         | 75e                     |
| 195                                          | Simone Antonini (ITA)          | AB                      |
| 196                                          | Kévin Van Melsen (BEL)         | 61e                     |
| 197                                          | Yoann Offredo (FRA)            | AB                      |
| Directeur sportif : Hilaire Van der Schueren |                                |                         |

| Verandas Willems-Crelan VWC         | Verandas Willems-Crelan VWC | Verandas Willems-Crelan VWC |
| ----------------------------------- | --------------------------- | --------------------------- |
| Num                                 | Coureur                     | Pos                         |
| 201                                 | Stijn Devolder (BEL)        | 70e                         |
| 202                                 | Dries De Bondt (BEL)        | AB                          |
| 203                                 | Sean De Bie (BEL)           | AB                          |
| 204                                 | Huub Duyn (NED)             | 46e                         |
| 205                                 | Aidis Kruopis (LTU)         | AB                          |
| 206                                 | Stijn Steels (BEL)          | AB                          |
| 207                                 | Elias Van Breussegem (BEL)  | AB                          |
| Directeur sportif : Michiel Elijzen |                             |                             |

| WB-Aqua Protect-Veranclassic WVA     | WB-Aqua Protect-Veranclassic WVA | WB-Aqua Protect-Veranclassic WVA |
| ------------------------------------ | -------------------------------- | -------------------------------- |
| Num                                  | Coureur                          | Pos                              |
| 211                                  | Jimmy Duquennoy (BEL)            | AB                               |
| 212                                  | Julien Stassen (BEL)             | AB                               |
| 213                                  | Alex Kirsch (LUX)                | 72e                              |
| 214                                  | Justin Jules (FRA)               | 28e                              |
| 215                                  | Christophe Masson (FRA)          | AB                               |
| 216                                  | Lukas Spengler (SUI)             | AB                               |
| 217                                  | Kenny Dehaes (BEL)               | AB                               |
| Directeur sportif : Thierry Marichal |                                  |                                  |

| Direct Énergie DEN                    | Direct Énergie DEN     | Direct Énergie DEN |
| ------------------------------------- | ---------------------- | ------------------ |
| Num                                   | Coureur                | Pos                |
| 221                                   | Sylvain Chavanel (FRA) | 29e                |
| 222                                   | Romain Cardis (FRA)    | AB                 |
| 223                                   | Damien Gaudin (FRA)    | 44e                |
| 224                                   | Yohann Gène (FRA)      | AB                 |
| 225                                   | Adrien Petit (FRA)     | 76e                |
| 226                                   | Alexandre Pichot (FRA) | 67e                |
| 227                                   | Angélo Tulik (FRA)     | AB                 |
| Directeur sportif : Dominique Arnould |                        |                    |

| Roompot-Nederlandse Loterij RNL   | Roompot-Nederlandse Loterij RNL | Roompot-Nederlandse Loterij RNL |
| --------------------------------- | ------------------------------- | ------------------------------- |
| Num                               | Coureur                         | Pos                             |
| 231                               | Martijn Budding (NED)           | 82e                             |
| 232                               | Floris Gerts (NED)              | AB                              |
| 233                               | Pim Ligthart (NED)              | 31e                             |
| 234                               | Wouter Wippert (NED)            | AB                              |
| 235                               | Sjoerd van Ginneken (NED)       | 60e                             |
| 236                               | Brian van Goethem (NED)         | 50e                             |
| 237                               | Jan-Willem van Schip (NED)      | AB                              |
| Directeur sportif : Erik Breukink |                                 |                                 |

| Vital Concept VCC                    | Vital Concept VCC    | Vital Concept VCC |
| ------------------------------------ | -------------------- | ----------------- |
| Num                                  | Coureur              | Pos               |
| 241                                  | Bryan Coquard (FRA)  | AB                |
| 242                                  | Adrien Garel (FRA)   | AB                |
| 243                                  | Julien Morice (FRA)  | AB                |
| 244                                  | Johan Le Bon (FRA)   | AB                |
| 245                                  | Jérémy Lecroq (FRA)  | AB                |
| 246                                  | Patrick Müller (SUI) | 69e               |
| 247                                  | Tanguy Turgis (FRA)  | 68e               |
| Directeur sportif : Jimmy Engoulvent |                      |                   |